# Яблонски, Констанс
Констанс Яблонски (фр. Constance Jablonski; род. 17 апреля 1990, Лилль) — французская топ-модель польского происхождения.
Детство провела в Вими пригороде Лилля, в юном возрасте на протяжении 9 лет занималась теннисом, желая стать профессиональной теннисисткой. Карьеру модели начала в 2006 году, став победительницей конкурса «Elite Model Look».
В 2008 году дебютировала на неделях моды в Нью-Йорке, Милане и Париже. В 2010 году была выбрана лицом компании Estée Lauder.
В различное время принимала участие в показах: Phillip Lim, Acne, Akris, Alberta Ferretti, Anna Sui, Balmain, Blumarine, Carolina Herrera, Chanel, Christian Dior, Christopher Kane, D&G, Daks, Derek Lam, Diesel Black Gold, Dolce & Gabbana, DSquared, Elie Saab, Emilio Pucci, Erdem, Ermanno Scervino, Etro, Fendi, Gianfranco Ferré, Hermès, Isabel Marant, Jaeger London, Jason Wu, Jean Paul Gaultier, Julien Macdonald, Lanvin, Marc by Marc Jacobs, Matthew Williamson, Michael Kors, Moschino, Ohne Titel, Oscar de la Renta, Paul & Joe, Paul Smith, Prabal Gurung, Preen, Rodarte, Salvatore Ferragamo, Sportmax, Thakoon, Tibi, Tommy Hilfiger, Topshop Unique, Viktor & Rolf, Y-3 и других.
В 2010, 2011, 2012 и 2014 и 2015 годах была приглашена на итоговый показ компании «Victoria’s Secret».